# Kwets (bier)
Kwets is een Belgisch bier. Het wordt gebrouwen door Brouwerij Van Steenberge te Ertvelde (voorheen in Brouwerij De Graal) in opdracht van Microbrouwerij Paeleman uit Wetteren voor Kwets vzw.

## Achtergrond
Kwets wordt gebrouwen in opdracht van Kwets vzw. De vzw werd opgericht in 2007 met als doel het maatschappelijk debat in Wetteren aan te wakkeren. Daartoe organiseren ze allerlei activiteiten. Hun hoofdactiviteit is het uitgeven van een maandblad, dat eind 2007 voor het eerst verscheen. Een van hun eerste acties was tevens de beslissing om een eigen bier te laten brouwen. In september 2007 werd het bier dan ook reeds gelanceerd. Het etiket van het bier verwijst naar de doelstellingen van de vzw. De naam “Kwets” is Wetters dialect voor “wie weet, misschien”. Verder staat er een vraagteken op het etiket en de ondertitel: onafhankelijk bier voor de vrije wetteraar.

## Het bier
Kwets is een blond tarwebier bier met een alcoholpercentage van 6,8%. Het bevat onder meer koriander.